# ナイトウィザード
ナイトウィザード（英:Night Wizard!）は、エンターブレインから出版されている日本のテーブルトークRPG(TRPG)。著者は菊池たけし、F.E.A.R.。表紙イラストは石田ヒロユキが担当。2002年3月にルール第一版が発行され、2007年10月には第二版が発行され、2014年7月30日には第三版『ナイトウィザード The 3rd Edition』が発売されている。
現代を舞台として、影で世界を守る魔法使いたちの活躍を描くライトノベル調のロー・ファンタジーに属する作品で、「ガンナーズブルーム」や「ウィッチブレード」といった機械式の魔法の箒（ほうき）が登場し、この作品のシンボル的なガジェットとなっている。
F.E.A.R.作品としては最も幅広いメディアミックス展開を行っており、小説、漫画、テレビアニメ、コンピュータゲームなどがリリースされている。本記事ではこれらに付いても概略的に触れる。

## 概要
ゲームの舞台は「ファー・ジ・アース」と呼ばれる、地球のパラレルワールドである。（「ファー・ジ・アース」とは異世界の住人がこの世界を呼称するときの呼び名であり、ファー・ジ・アースに住む者たちはわれわれと同じく、この星を地球という名前で読んでいる）
ファー・ジ・アースは表面的には我々の住む地球とそっくりだが、大きく違う部分がいくつかある。その最たるものが、町を異界に変貌させる「赤い月の夜」の存在である。
世界設定の雰囲気などはアリスソフトのゲーム『夜が来る!』の影響を強く受けていると長らく言われてきたが、実際はただの被りである（アリスソフトへの話は通っており問題なしとなっている）。
『E-LOGIN』や『マジキュー』など、テーブルトークRPGとは直接関係ないジャンルの雑誌にリプレイを連載し、声優を使ったネットラジオで情報発信を行うなど、ファン層開拓に積極的な展開を図っているのも特徴である。その結果、パソコンゲーム（『ナイトウィザード 魔法大戦 〜The Peace Plan to Save the World〜』）、CDドラマ、コミカライズ（『ヴァリアブルウィッチ』）、テレビアニメ、コンシューマーゲーム（PS2用『ナイトウィザード The VIDEO GAME 〜Denial of the World〜』）と国産TRPG作品としては、『ロードス島戦記』『ソードワールド』に続く、豊富なマルチメディア展開を行う作品となった。
ルールシステム面では、同じ作者の『セブン＝フォートレス』シリーズと基本的に同じ体系になっており、データは互換性を持つ。また、世界設定も『セブン＝フォートレス』の世界ラース＝フェリアと平行世界であるとして関連を持たせてある。この点を発展させ、『セブン＝フォートレス V3』（以下『V3』）のリプレイ『フレイスの炎砦』はこの2つの世界を行き来する異世界クロスオーバー作品となっていた。この時点では、『ナイトウィザード』のプレイヤーキャラクター（PC）を『V3』に持ち込むためには、工夫してデータを変更してやる必要があった。しかしその後、『V3』のサプリメント『セブン＝フォートレス パワード』により、『ナイトウィザード』から『セブン＝フォートレス』への変換が正式にサポートされ、2つのゲームを統合してプレイすることが可能となった。
ルール第二版である『ナイトウィザード The 2nd Edition』では、セブン＝フォートレスシリーズのルール第四版である『セブン＝フォートレス メビウス』と同時に開発された。この二つのゲームは完全に同一のゲームシステムを持ち、サプリメントなどの導入なしに完全な互換性を持つようになっている。
他の「現代アクションもの」のTRPGにはない大きな特徴として、ダンジョンアタックがメインに添えられていることがある。これはダンジョンゲームを意識していた『セブン＝フォートレス Advanced』とシステムが同じ体系であることからの必然的な帰結であったのだが、世界設定などにおいて現代ものでダンジョンを作り出すことに無理のない配慮がされており、ナイトウィザードの独自性として今でも注目されている。しかし、ナイトウィザードのいくつかのリプレイにおいてストーリー性をつけにくいダンジョンシーンを縮小した結果、リプレイから興味を持ったユーザーにとってダンジョン要素が逆に煩雑に映りダンジョンシーンをほとんど扱わずに『ナイトウィザード』のゲームを行うというファンも増えてきた。
ルール第二版である『ナイトウィザード The 2nd Edition』ではこのような新しいファン層に配慮して、基本ルールからはダンジョンの要素がとりのぞかれ、ダンジョンシーンなしでもゲームの楽しさを十分満喫することができるようにルールが作り直されている。なお、ダンジョン探索の要素はサプリメント『スクールメイズ』で追加ルールとして記載された。

## システム
細かいルールのバージョンは『ナイトウィザード』の版によって違うため、現行ルールである『The 2nd Edition』を基本にしつつ、どの版でも共通する構造を中心に解説する。なお便宜上、特記なき限りルール第一版を「1st」、『The 2nd Edition』を「2nd」と表記する。

### キャラクターメイキング
プレイヤーキャラクター(PC)の作成はクラス制に属する。
PCは「属性」を2つと、「キャラクタークラス」を2つ選択する。その組み合わせによりキャラクターの能力値、特殊能力、魔法などが決定される。「クラス」は「ウィザードクラス」と「スタイルクラス」の2つに分かれ、それぞれ1つ選択する。これにより、同じウィザードクラス（例えば魔術師）でも戦闘スタイルに差異（前衛攻撃型なのか後方支援型なのかなど）をつけることができる。
なお、スタイルクラスは2ndで設けられたものである。1stでは、クラスは2ndでいうウィザードクラスのみであり、キャラクター作成時に選択できるクラスは1つだけであった。
属性とクラスの具体的なリストはナイトウィザード#属性一覧、およびナイトウィザード#クラス一覧を参照。属性は一度決めると変更はきかないが、クラスはキャラクターの成長時に転職することが可能である。

### 行為判定
行為判定は上方判定に属する。使用されるランダマイザーは六面体ダイス2個である。
六面体ダイス2個の出目の合計（以後、2d6と表記）に行為判定に使用する能力値を足したものを「行為判定の達成値」と呼び、それがゲームマスターの設定した「行為判定の目標値」以上ならば行為判定は成功したとみなされる。
全てのキャラクターは固有の「クリティカル値」と「ファンブル値」を持つ。2d6の出目が「クリティカル値」と等しい場合はクリティカルが発生し、達成値に+10を加えたうえでもう一度ダイスを振ることができる。このときの追加の2d6の出目が再び「クリティカル値」と等しい場合はさらに+10の修正を受けられる。これはクリティカル値が出続ける限り続く無限ロールである。一方、振ったサイコロの出目が「ファンブル値」に等しかった場合は判定値-10が達成値となる。ただし、クリティカル発生中にはファンブルは発生せず、普通の出目として扱う。
この「クリティカル値」と「ファンブル値」は毎セッションの開始ごとに決定しなおすというのが『ナイトウィザード』というゲームの大きな特徴でもある。プレイヤーはセッションの開始時に2d6を二回振り、それぞれの値が「クリティカル値」と「ファンブル値」になるので、確率論的には7（2d6の最頻値）という出やすい値が「クリティカル値」もしくは「ファンブル値」に決定されやすいという、非常にピーキーなゲームバランスが現出されやすい。（なお、「クリティカル値」と「ファンブル値」が同じになる場合は決定しなおしになる）。ただし、「クリティカル値」もしくは「ファンブル値」の決定時にプレイヤーキャラクターが持つCF修正値（【幸運】÷3）と同じ数だけ数値を上下できるという特典もある。そのため、あまりにもバランスの悪い値（7がファンブル値など）になった場合でも、ある程度は対処できるようになっている。

#### プラーナ
プラーナとは、消費することで行為判定の際に達成値を上昇させることができる一種のヒーローポイントである。また、一部の特技がこのプラーナを使用することで発動するようになっている。
クリティカルによる無限ロールとプラーナの存在により達成値を飛躍的に上昇させることが可能になっており、ヒロイックな活躍を演出するためのシステム的手法であるともいえる。つまり、能力値が弱いキャラクターでも、能力値の強いキャラクターに対して幸運（クリティカル）と奇跡の力（プラーナ）で立ち向かえるというわけである。
2ndでは達成値に消費したプラーナの数だけダイスを振り足すという形をとるが、1stでは消費したプラーナが直接達成値に足されていた。消費されたプラーナは特定のアイテムやオブジェクト、プリプレイ、その他GMが特別に許可した場合にのみ回復する。
プラーナにはそのキャラクターが持つ総量である「内包値」と、1回当たりの使用限度量である「解放力」が設定されている。キャラクター作成時のプラーナ内包値／解放力は、2ndではCF修正値（「行為判定」を参照）から自動的に算出される。すなわちキャラクター作成時の解放力はCF修正値と同値であり、内包値は10から解放力を引いた数値である。1stでは「9/1」、「8/2」、「7/3」の三択であった。
内包値と解放力はGMの許可のもとで、キャラクターの成長に応じて増加させることができる。

### シナリオの進行
シナリオの進行にはシーン制が採用されている。
現行ルールである2ndでは、1回のセッションは「オープニング」「ミドル」「クライマックス」「エンディング」に分けられ、1回のセッションで1本のシナリオを確実に消化することを目指す仕組みになっている。これにオプショナルルールとしてダンジョン探索のフェイズ「ダイブ」を設けることができる（サプリメント『スクールメイズ』にてサポート）。
1stでは、1回のセッションは「オープニング」「リサーチ」「ダイブ」「クライマックス」「エンディング」の5フェイズで構成されていた。ただし、ダイブは省略されることもあった。

### 戦闘ルール
『ナイトウィザード』の戦闘はスクエア（四角マス）を使用したバトルマップを使用する。このマップはダンジョン探索にも使われ、戦闘とダンジョン探索はシームレスに進行させることができる。
1マスの中にはキャラクターが14体まで入ることができ、範囲攻撃や乱戦などが理解しやすいようになっている。（これは後のF.E.A.R.のゲームに多用される「エンゲージ」の概念の原型となっている）
特徴的なのが行動カウントのルールで、キャラクターは戦闘ラウンドの開始時に「行動カウント値」を決定し、行動カウントが高いものから戦闘行動を行っていく。そして、行動が終了すると「行動カウント値」を一定値だけ減らす（2ndでは-10、1stでは-20）。そうやって、行動カウント値が0以下になるまでは行動が可能となるのである。
また、魔法には準備時間という概念がある。魔法は自分の行動カウントでは発動せず、魔法準備しかできない。自分の行動カウントから魔法ごとに設定されている「消費カウント」を引いたカウント値に魔法は発動する。自分の行動カウントから魔法の発動カウントまでの間にダメージを受けると魔法発動に失敗する恐れがある。
2nd では、事前に自らの肉体や精神に特定の魔法の詠唱回路を刻み付けておく「装備魔法」が設けられた。これは詠唱時間をもたずにその場で発動できる魔法である。

### 箒
『ナイトウィザード』シリーズにおいて特徴的にアイテムに「箒（ウィッチブルーム）」といわれるものがある。これはいわゆる魔女の箒をモチーフに、魔法と科学を融合させて作られた万能兵器であり、魔女の箒のような「空を飛ぶ乗り物」としての機能と銃や剣のような「武器」としての性能を同時に持つ道具である。
箒はその用途ごとに様々な種類が用意されており、プレイヤーキャラクターは所持金を使って自由に箒を購入でき、また車やバイクのノリでパーツを購入してカスタマイズをすることも可能である
代表的な箒には、大型ライフルの用途に使える「ガンナーズブルーム」、白兵戦用の大剣として使える「ウィッチブレード」、格闘戦に使用できるトンファー型箒「ドラゴンブルーム」、魔力の集中体となる“魔法の杖”として使える「ウィザーズワンド」、攻撃能力を排除し高速飛行能力のみに特化した「テンペスト」、大人数を輸送するための大型箒「ブロンズスター」などがある。
2ndでは、ソースブック『ソウルアーツ』にて、箒を用いた戦闘のスペシャリストであるウィザードクラス「箒騎士」が設けられた。またソースブック『ファー・ジ・アース』で箒に関するデータが改訂された他、オリジナル箒の作成ルールが追加されている。

### 属性一覧
選んだ属性により能力値が決まるほか、使用できる魔法の種類が決定される。
- 天 - 光や法を象徴する属性。治癒魔法に適性がある。
- 冥 - 闇や混沌を象徴する属性。攻撃魔法に適性がある。
- 地 - 大地や安定を象徴する属性。白兵戦に適性がある。
- 水 - 海や調和を象徴する属性。魔法全般に適性がある。
- 火 - 炎や破壊を象徴する属性。白兵戦にのみ適性がある。
- 風 - 大気や自由を象徴する属性。射撃戦に適性がある。
- 虚 - 虚空や無を象徴する属性。白兵戦に適性がある。

### クラス一覧
選んだクラスによりプレイヤーキャラクターの使用できる特殊能力が決まる。2ndで設けられた「スタイルクラス」もこの節で扱う。
2nd移行に当たり、1stにおけるクラスは全てウィザードクラスとなっている。2ndでのプレイヤーキャラクターは、ウィザードクラスとスタイルクラスの組み合わせで表現される。

#### 『ナイトウィザード』シリーズ共通のクラス
クラス(1st) / ウィザードクラス(2nd)
勇者
世界を救うために地球そのものから特別な力を与えられた選ばれしウィザード。全クラス中、唯一プラーナに修正を加える特技を持つ。一発逆転を可能とする特技を持つ。
なお、英語表記は「Brave」ではない。1stでは「Excellent Warrior」、2ndでは「Hero」となる。
強化人間
戦うために肉体や精神を改造したウィザード。物理的な攻撃能力が高い。このTRPGのシンボル的なクラス・ガジェット「ガンナーズブルーム」を持ったキャラクターなので、このクラスのテンプレートキャラがTRPGルールブックの表紙絵中央に描かれている。
魔術師
いわゆる普通の「魔法使い」であることをあらわすクラス。魔導書を使いさまざまな呪文を使いこなす。
聖職者
神の祝福により退魔の力を授けられたエクソシスト。ファンタジーRPGで言う「回復魔法を使う僧侶」のようなクラスではなく、率先してエミュレイターや冥魔を殲滅する「支援もできる戦士」タイプ。
陰陽師
呪符を使って式神を操る日本伝統の陰陽師。
魔剣使い
たった一つの魔器（剣でなくてもよい）を自らの相棒とするクラス。最初に発表されたリプレイ「星を継ぐ者」で柊蓮司が不幸な目に遭ったことから、「魔剣使いは不幸になる」というジンクスが広まった。
忍者
隠密や暗殺を得意とする現代の忍者。移動力や回避に長ける。
使徒
神々や守護者といった上位存在より使わされた使者。天使。
吸血鬼
人の生き血を吸って生き長らえる伝説の吸血鬼。
魔物使い
魔物を使役する。召喚士的な側面も含む。2ndにおいて、ビジュアル的に魔物を直接身に纏う要素も見られるようになった。
人造人間
ヒトの手により人工的に作られた存在。クローンやロボット、ホムンクルスなどがこのクラスとなる。
人狼
狼に変化することができる大自然の子ら。狼男。
龍使い
気を操ることができるウィザード。格闘家としての素質を持ち、素手や棍による攻撃を得意とする。
大いなる者
神々や守護者といった上位存在そのものであることをあらわすクラス。
転生者
現代へ転生した超古代文明の戦士。古代のオーバーテクノロジーで作られた武具、「遺産」を所持する。
夢使い
人の精神を操る術に長けたウィザード。ドリームハンター。

#### 『ナイトウィザード The 2nd Edition』で追加されたクラス
スタイルクラス
アタッカー
プレイヤーキャラクターが物理攻撃を得意とすることを表す。
ディフェンダー
プレイヤーキャラクターが敵の攻撃から自分や仲間を護ることを得意とすることを表す。
キャスター
プレイヤーキャラクターが魔法による戦闘を得意とすることを表す。
ヒーラー
プレイヤーキャラクターが回復と支援を得意とすることを表す。

ウィザードクラス
侵魔召喚師
72柱の魔王を召喚し、一時的に使役させることができる魔法使い。
落とし子
72柱の魔王のいずれかと契約し、絶大な力を得た魔界の使徒。悪しき力を用いながらも、現在はウィザードとして世界を守る立場にある。中には魔王の地上代理人として活動する者もいる。

#### The 2nd Editionサプリメント『スクールメイズ』で追加されたウィザードクラス
異能者
突如、イノセントから、異能の力である超能力に目覚めたエスパー。
侍
日本古来の剣術で魔を退ける。サンプルキャラは輝明学園の制服の上に新撰組風の陣羽織を羽織った学園剣士のイメージ。
仙人
修行の一環として邪を滅する古代中国を発祥とする魔法体系、仙道の使い手。
錬金術師
魔法と科学の両方に秀で、箒を始めとする魔導具に通じた専門家。

#### The 2nd Editionサプリメント『ソウルアーツ』で追加されたウィザードクラス
同調者
自身から“メディウム”と呼ばれる半ば実体化した魔装を産み出す能力者。
同調者独自の特殊能力の他、他ウィザードクラスの特殊能力を習得することができる。
箒騎士
『ナイトウィザード』のシンボルとも言える『箒』を扱うことに長けたウィザードクラス。

## 世界設定
『ナイトウィザード』は現代の地球を舞台とした現代もののTRPGである。PCたちはこの世界で超人的な力を持つ「魔法使い」となり世界を守るために戦うことになる。しかし魔法や魔法使いの存在は一般の人々には秘せられており、PCたちの戦いは人々に知られることなく行われるものとなっている。
『ナイトウィザード』の世界は他の菊池たけしの諸作品と共通する多元宇宙観「主八界」に存在し、数多くの設定が裏設定としてクロスオーバーしている。菊池たけしの多元宇宙観については「主八界」の項目を参考のこと。特に「第八世界ファー・ジ・アース」と「裏界」の節を参照されたい。

### 魔法とウィザード
『ナイトウィザード』の世界では魔法が確実に存在する。しかし、魔法に危険を感じた太古の超越者たちにより魔法は隠蔽され、代わりに科学が台頭した。魔法使いたちは人々の社会の影でひっそりと暮らしている。しかし、魔法でしか対抗できないような世界の危機がおとずれたとき、彼らは魔法の力を使ってそれに立ち向かうことになる。
この世界では、「常識ではありえない超人的な能力」は全て魔法の一種として扱われる。つまりこのゲームでは、気を使う格闘家（ゲーム上では「龍使い（KUNG-FU MASTER）」と呼ばれる）も、オーバーテクノロジーで改造されたサイボーグも、「魔法使い＝ウィザード」と呼称されるのである。
夜闇の魔法使い(NIGHT WIZARD)の一種である強化人間（KILLING MACHINE）は、幼少時にウィザードの才能を見いだされ、優秀な兵器になるべく鍛え上げられる。近年の対エミュレイター戦闘の激化に比例して強化人間の人数は増加し、強力な決戦兵器として認知されて来ている。強化人間の育成機関としては傭兵斡旋会社・絶滅社などがある。もっとも有名な強化人間の一人である緋室灯（ひむろ・あかり）もこの絶滅社に属する。ゲーム的には物理攻撃に特化したウィザードクラス。特に射撃戦向けの数値を誇り、取得可能な特殊能力もそれに準じたものが多い。戦闘値ジャッジ（除く行動値）を強制的にクリティカルに変える≪幻想舞踏≫は、強力な切り札であると共に、強化人間の背景をよく表した特殊能力である。

### エミュレイター
PCたちが戦うことになる敵対存在のこと。日本語表記では『侵魔』と書かれる。
不定形の精神寄生生命体で、ヒトやモノにとりつき、その者の心の中にある生命エネルギー「プラーナ」を吸い取る。プラーナは夢や欲望といったものと深いかかわりがあり、エミュレイターは寄生した者の心にささやきかけ、心の奥の欲望を暴走させることが多い。
エミュレイターには通常の科学兵器は効果をもたない。世界の『常識』ではありえない超人的な力、すなわち「魔法」だけがエミュレイターを倒せる。

### 世界結界
エミュレイターたちの侵略から身を守るために、太古より地球全体に世界結界と言われる不可視の結界が張られている。この結界は簡単に出入りできないだけでなく、世界を修復する力が備わっている。世界結界にプログラムされている「地球のあるべき姿」（これを『常識』と呼ぶ）が壊されると、世界結界は地球の現実を「あるべき姿」に戻す。
例えば、ウィザードとエミュレイターの戦いに巻き込まれてヒトが死んだとしても、世界結界は作用すれば人々の記録や記憶、現場の痕跡などが書き換えられて、その被害者は事故死などの「常識的な原因で死んだ」と処理されてしまう。場合によってはその被害者がはじめからいなかったことになったり、死という結果そのものまでキャンセルされることもある。
世界結界はウィザードにとっては敵にも味方にもなる存在である。世界結界は魔法やエミュレイターの存在を否定する。世界結界は世界にエミュレイターが入り込むのを防いでいる（エミュレイターの存在を世界が認めないため）。また、魔法的な事件を自動的に隠蔽してくれるため、魔法を使っているシーンが一般人に目撃されても、ある程度までならば容易に隠蔽されるという安心感もある。しかしその一方で、世界結界はウィザードが魔法を使うことそのものを禁止しているのである。

### 月匣（げっこう）と月衣（かぐや）
力あるエミュレイターやウィザードたちは地球上で魔法的な能力を使うために、自らの周囲に別の結界を張るこという方法を編み出した。こうすることでエミュレイターやウィザードたちは世界結界の影響を受けずに活動できるようになる。エミュレイターが張る結界を『月匣（げっこう）』、ウィザードが張る結界を『月衣（かぐや）』と呼ぶ。現在の地球で魔法的な能力を使えるエミュレーターやウィザードという者は、これらの結界を張ることができる「選ばれたエリート」と言える。全てのPCは月衣を無条件で常に展開できるくらいの実力者とされるため、ゲーム的には世界結界のせいでPCが魔法を使えなくなるということは一切ない。また、月衣に物を収納して持ち運ぶことも出来る。自分の周囲の空間に直接収納するので重量を感じることは無い。
月匣と月衣は似たものであるが、相違点が一つだけある。それは月匣は自分の周囲に対して張るだけでなく広大な空間を覆うように拡大させて張ることが可能で、そして月匣の中にあるヒトやモノからプラーナを吸収することができるということである。プラーナを吸収すればするほど月匣はより強固により大きくなっていき、最終的には世界結界に干渉するくらいの力を持つようになる。そうなると、エミュレイターが寄生している対象の欲望が『常識』として具現化された世界に地球が生まれ変わってしまう。
PCたちウィザードはそうなる前に、敵の月匣の中に突入してエミュレイターを倒すことになる。この月匣の中はダンジョンとして表現され、現代ものでダンジョンアタックを行うというナイトウィザードの特徴的なギミックになっている。（ただし近年のリプレイやシナリオでは月匣の中はダンジョンではなく単純なバトルフィールドとして表現されるものが多い） 月匣の中は世界結界の影響を受けないのでPCたちは気兼ねなく魔法が使えるのも大きな特徴である。
月匣が展開された空間には「赤色の月」が昇る。それゆえにこの異空間に「月の匣（はこ）」の名がつけられている。赤の月は本作の重要なキー・ビジュアルとして関連作品の多くに使われている。

### 裁定者
世界結界に「世界のあるべき姿」（常識）をプログラムする能力を有した人物のこと。裁定者はその能力を自覚していることは少なく、彼らが人生の中で"世界はこういう姿になっているのだ”と強く信じることで世界はその通りに姿を変える。
『ナイトウィザード』の世界では、歴史上の大きな発見をした科学者たちの多くは実は裁定者ということになっており、彼らは世界の真実を発見したのではなく、彼らが唱えた自説に合わせて世界が変革したのである。
裁定者の素質を持つ者が発見されると、たいていの場合はエミュレイターとウィザードの両勢力の間で奪い合いが起こる。これは世界結界を自分たちに都合よく変革させるためである。ルール第一版時代のリプレイ「幼年期の終わり」は、この裁定者を巡るストーリーである。

### 第三天使の喇叭事件
1986年、黒海沿岸部の七徳の宝玉の一つ正義の宝玉を炉心とする魔導発電所が暴走、金色の魔王ルー・サイファー（正確にはその現し身の一つ）の顕現を許してしまう。ウィザード達の決死の戦いにより、顕現は数秒間に抑えられたものの、ルー・サイファーは魔導炉の無限ともいえるエネルギーを奪い逃走。この事件は世界結界に癒えることのない傷を残し、魔王を始めとするエミュレイターの介入を容易なものとしてしまう。また、世界結界が弱まったことにより、ウィザードの出生数も大幅に増加する結果となった。

### 魔王と裏界帝国
魔王とはエミュレイターの上位に位置する者たちである。『セブン＝フォートレス』の世界設定と深く関わる存在であり、『セブン＝フォートレス』と『ナイトウィザード』をクロスオーバーするときの接着剤のような役割を持つ敵キャラでもある。
魔王たちは裏界と呼ばれる異世界に国を作っている。主要な魔王の多くはソロモン72柱がモチーフとなっている（ただし、それに当てはまらない魔王も多く存在する）。
魔王たちは人間を魅了し操る為に萌え属性をもった美少女の姿をとっている。より多くの「信者」を獲得するために、強い力を持つ魔王ほどメジャーな（一般受けし易い）萌え属性を備えており、弱い魔王ほどマニアックな（一般受けし辛い）残り物の萌え属性で我慢することとなる。実際にサプリメント『ロンギヌス』（ルール第一版）および『スクールメイズ』（『The 2nd Edition』）では萌え美少女化された魔王のパーソナリティデータが掲載されている。このコアな設定が、『ナイトウィザード』が、美少女が登場する読者参加型ゲームも長年手がけてきた菊池たけしの作品である事実をもっとも思い出させる部分になっている。
なお、魔王は事実上、不死であるとされる強大な生命力を持っている上、現世に出現する際は本体の影と言うべき存在のため、何度倒しても時間をかけていずれ復活するとされている。この設定により、GMは「公式NPCを殺してはならない」という暗黙の了解を無視できるようになっている。主八界#裏界および主八界の神々#裏界の魔王の節も参考。

### 冥魔
冥魔は『ナイトウィザード The 2nd Edition』で現れた新たな敵である。冥魔とははるか古代において「闇界」という牢獄世界に封印された混沌の魔物なのだが、近年になってその闇界の封印がゆらぎ、その中に封じられていた冥魔たちが世界結界を越え地球にやってくるようになった。
冥魔は地上では黒い闇そのものが実体をもったような異形の生物として現れる。多くの冥魔は破壊本能だけの存在でありコミュニケーションをとることができない。裏界の侵魔とは違いこの世界の完全なる消滅を目的としている。冥魔は侵魔よりもはるかに強大な戦闘力を持つことも多く、いわば「暴れまわる大怪獣」のノリといえる（実際、裏界の魔王の一人が一瞬で冥魔に「食われた」という事例がある）。地球の破壊ではなく「侵略」を目的とする裏界帝国にとっては冥魔もまた厄介な敵である。冥魔の出現に際してはウィザードと裏界勢力が協力することさえ珍しくない。
冥魔はこの地球を含むあらゆる多元宇宙にとっての共通した敵でもある。更なる詳細は「主八界」を参照。

### マジカル・ウォーフェア
『ナイトウィザード』のルール第一版では、いくつかのリプレイやシナリオで語られる物語が、実は裏で一本につながっていたという設定がされている。この連作ストーリーを「マジカル・ウォーフェア」と呼ぶ。
200X年4月、魔王ベール＝ゼファーが世界結界を強引にこじあけたことにより、他の魔王たちも表の世界に「現し身」を送り込むことが可能になった。この時から魔王たちのかねてよりの「悲願」を叶えるために魔王たちは動き出したのである。マジカル・ウォーフェアに属するとされる物語とは、この「悲願」を叶えるために魔王たちが起こした事件を語るリプレイやシナリオを指す。
魔王たちの悲願とは、表の世界のどこかにある「七つ集めるとあらゆる願いが叶うといわれる宝玉」の奪取である。宝玉を巡る争乱はTVアニメ『ナイトウィザード The ANIMATION』及び同作のノベライズ『柊蓮司と宝玉の少女』（リプレイでは後者の設定が正史となっている）で終結し、アニメに先行して発売された『ナイトウィザード The 2nd Edition』は第二次古代神戦争（後述）を舞台としている。
『ナイトウィザード』ルール第一版初期の頃で魔王が出てくる物語は、「久方ぶりに地上にでた魔王たちが好き勝手に自分の欲望のために世界を破滅させようとするのを、ウィザードたちがなんとか止める」というものばかりであるが、これらも現在では「魔王たちは、宝玉を手に入れるためにまず世界結界の破壊を行おうとしていた」とされている。第一版のサプリメント『オーバーナイト』では裏界帝国や宝玉の設定がまだ纏まっていなかった時期に発表された作品がどのような形でマジカル・ウォーフェアに関わっていたのかが詳細に解説されている。

### 第二次古代神戦争
マジカル・ウォーフェアの進行中、第八世界ファー・ジ・アースと同じ主八界の一つである第一世界ラース＝フェリアにおいて、ラ・アルメイア地方の指導者「幻導王」フィルナ＝メイの側近エレナの策謀により、冥界に堕ちた古代ラース＝フェリアの守護者エルオースが不完全ながら復活。冥界に封じられていた古代神やその眷属である冥魔がエルオースの力によって解放され、ラース＝フェリア全体が冥界に堕ちかかる事態が発生した（『セブン＝フォートレス V3』リプレイ『ラ・アルメイアの幻砦』）。これに対し、ファー・ジ・アースを管理する幻夢神の2つの現し身の一方ザ・ゲイザーは幻夢神を覚醒させて対処しようとしたが、もう一方の現し身TISと対立し、ファー・ジ・アース表界の存続を望むウィザードたちによって滅ぼされた（TVアニメ『ナイトウィザード The Animation』及び小説『柊蓮司と宝玉の少女』）。この結果、その力を弱めながらも人間界と冥界の壁となっていた幻夢界は完全に機能を停止し、古代神や冥魔はラース＝フェリア以外の世界にも侵略を開始した。これが「第二次古代神戦争」である。
第二次古代神戦争勃発後のファー・ジ・アースは、守護者アンゼロットが出身世界である第三世界エル＝ネイシアを古代神の侵攻から守るべく遠征に出、柊蓮司もラース＝フェリア救済に赴くなどその余波を受けていた（『セブン＝フォートレス メビウス』リプレイ『シェローティアの空砦』第1巻）が、古代神の一柱である冥刻王メイオルティスが裏界の魔王アスモデートを利用してファー・ジ・アースに現出を果たした事（ファンブック『オペレーション・ケイオス』）で、否応なく第二次古代神戦争に巻き込まれる事になる。『ナイトウィザード』において幻夢神や冥魔が絡むリプレイやシナリオは、すなわち（ファー・ジ・アースにおける）第二次古代神戦争に属するとされる物語群である。
『ナイトウィザード The 2nd Edition』は、主八界の他の世界における第二次古代神戦争を扱う『セブン＝フォートレス メビウス』とルールを共通させており、両者を連携させることで異世界を舞台にした冒険も可能になっている。

### ウィザードたちの組織
以下の組織はルールブック、ソースブック、リプレイに登場する組織である。
- 世界魔術師協会[6] - ファー・ジ・アースの守護者アンゼロットが統括する世界規模のウィザードの互助組織。異空間にある「アンゼロット宮殿」[7]に本拠を置く。
  - ロンギヌス - アンゼロット直属のエリート部隊。直接的な世界の危機が起こったときのみ指令が与えられる。
- 輝明学園 - 日本の学校法人。明治時代に当時の政府の支援を受けて陰陽師の最大勢力・御門家が設立した呪術研究・教育機関「輝明義塾」を前身とする。東京・池袋に本部を置き、日本各地に分校がある。表向きは普通の学校だが、一般生徒とは別にウィザードの生徒も多数通っており、彼らのための訓練を施している。なお、ウィザードの存在は一般生徒には知らされていない。
  - 輝明学園秋葉原校 - 輝明学園の分校の一つ。江戸城の鬼門である秋葉原に位置する。初等部・中等部・高等部が置かれ、都心にありながら高等部だけで1000人超の生徒を抱えるマンモス校である。リプレイに登場するキャラクターの何人かはここの生徒・教師・卒業生である。
  - 輝明学園大学 - 輝明学園の高等教育機関。池袋本校に置かれている。『The 2nd Edition』リプレイ『モノクロームの境界』に登場する附属病院には強化人間の調整施設やウィザード専門の治療施設がある。
- 絶滅社 - ウィザードによる傭兵組織。表向きは民間軍事会社を装っている。強化人間を多く有する。世界規模の組織だが、その詳細は不明な点が多い（他のウィザード組織にも言える事だが）。ルール第一版リプレイ『幼年期の終わり』によれば日本の拠点は東京郊外の山中にある。
  - 所属主要キャラクター：緋室灯、ナイトメア（ただし現在はフリーランス）
- ローマ聖王庁 - とある世界宗教の総本山。本来はウィザードを異端と見なし敵視しているが、エミュレイターの来寇に伴い戦力としてウィザードを受け入れている。
  - 所属主要キャラクター：グィード＝ボルジア
- ダンガルド魔法学院 - 西洋魔術を教育する学園。校舎はイングランドのグラストンベリにあるが、周辺は濃い霧に包まれており、一般人の立ち入りは出来ない。
  - 所属主要キャラクター：マユリ＝ヴァンスタイン
- 夜会（スウアーレイ） - 都市・地域単位で設けられている人狼の自治組織。その地域の実力者を議長として執り行われる。ある地域の人狼が他地域を訪れた時は、訪問先の夜会に出席する義務がある。
- 背教者会議 - トランシルヴァニアに本拠を置く世界最大の吸血鬼結社。吸血鬼を「神を捨て『力を』得た者」と考え、その統制や教育などを行う。人類に対しては控えめな態度を取る。
- オーファルコート - 『The 2nd Edition』リプレイ『モノクロームの境界』に登場する吸血鬼結社。吸血鬼至上主義を唱え、ヨーロッパを中心に活動している。
- テイマーズソサエティ - 魔物使いの情報交換ネットワーク。表向きは自分の“使い魔”を戦わせて遊ぶ会員制ネットゲームを装っており、魔物使い専用の秘密ページが用意されている。運営本部はニューヨークに置かれている。
- 日本コスモガード連盟 - 国際的天体観測団体「コスモガード連盟」の日本における拠点。世界中の天体をモニタリングし、異変が観測された場合に警告を発する。非公然組織としてウィザード部隊も保有する。本部は茨城県・つくば。
  - 所属主要キャラクター：柊蓮司（ただし現在はフリーランス）

## 関連製品一覧

### TRPGルール・サプリメント

#### ナイトウィザード（ルール第一版）
- ナイトウィザード ISBN 4-7577-0855-6
- ナイトウィザードソースブック スターダスト★メモリーズ 星を継ぐ者 ISBN 4-7577-1220-0- リプレイ『星を継ぐ者』収録。
- ナイトウィザードソースブック ロンギヌス ISBN 4-7577-2231-1- リプレイ『幼年期の終わり〜HUMAN SYSTEM』収録。
- ナイトウィザードシナリオ集 オーバーナイト ISBN 978-4-7577-3640-5

#### ナイトウィザード The 2nd Edition
- ナイトウィザード The 2nd Edition ISBN 978-4-7577-3758-7
- ナイトウィザード The 2nd Edition ソースブック スクールメイズ ISBN 978-4-7577-3886-7
- ナイトウィザード The 2nd Edition ソースブック ラビリンスシティ ISBN 978-4-7577-4503-2
- ナイトウィザード The 2nd Edition ソースブック ソウルアーツ ISBN 978-4-7577-4850-7- リプレイ『天の光はすべて星』収録。
- ナイトウィザード The 2nd Edition ソースブック ファー・ジ・アース ISBN 978-4-04-726718-3- 『セブン＝フォートレス メビウス』のワールドガイドとしても利用可能。
- ナイトウィザード The 2nd Edition ソースブック レッドムーン ISBN 978-4-04-727299-6
- ナイトウィザード The 2nd Edition ソースブック ネヴァーサレンダー ISBN 978-4-04-728232-2

#### ナイトウィザード The 3rd Edition
- ナイトウィザード The 3rd Edition ISBN 978-4-04-729758-6
- ナイトウィザード The 3rd Edition 上級ルールブック　ISBN 978-4-04-729923-8
- ナイトウィザード The 3rd Edition シナリオ集　オーバーライト　ISBN 978-4-86224-108-5
- ナイトウィザード The 3rd Edition サプリメント　デーモンロード　ISBN 978-4-04-730268-6

#### クロスオーバー作品
- セブン＝フォートレス メビウス ソースブック　クロスワールド ISBN 978-4-04-726936-1- リプレイ『出撃！試作精霊船アウストリア』収録[8]。

### リプレイ

#### ナイトウィザード
- ナイトウィザードリプレイ 紅き月の巫女 ISBN 4-7577-1637-0
- ナイトウィザードリプレイ 白き陽の御子 ISBN 4-7577-2556-6
- ナイトウィザードリプレイ 合わせ鏡の神子 ISBN 4-7577-3088-8
- ナイトウィザード The 2nd Edition リプレイ 愛はさだめ、さだめは死 ISBN 978-4-7577-3923-9
- ナイトウィザード The 2nd Edition リプレイ モノクロームの境界 ISBN 978-4-7577-4772-2
- ナイトウィザード The 2nd Edition リプレイ エターナル・ブレイヴ ISBN 978-4-04-726730-5- 『幼年期の終わり』再録と続編のThe 2nd Editionリプレイ『地球の長い午後』の合本
- ナイトウィザード The 2nd Edition リプレイ 蒼穹のエンゲージ ISBN 978-4-04-726825-8
- ナイトウィザード The 2nd Edition リプレイ 星空のラストリゾート ISBN 978-4-04-727845-5
- ナイトウィザード The 2nd Edition リプレイ マリオネットの方程式 ISBN 978-4-04-728357-2
- ナイトウィザード The 2nd Edition リプレイ たったひとつの冴えたやりかた ISBN 978-4-04728978-9

#### クロスオーバー作品
- セブン＝フォートレスリプレイ フレイスの炎砦V3（上）（下） ISBN 4-7577-1972-8 / ISBN 4-7577-1973-6
- セブン＝フォートレスリプレイ 黒き星の皇子 ISBN 4-7577-1875-6
- セブン＝フォートレスリプレイ シェローティアの空砦 (1) 惨劇の冥魔王 ISBN 978-4-7577-5046-3
- セブン＝フォートレスリプレイ シェローティアの空砦 (2) 天より来たる破滅 ISBN 978-4-04-726400-7
- セブン＝フォートレスリプレイ シェローティアの空砦(3) 死線に踊る道化者 ISBN 978-4-04-727139-5
- アルシャードff リプレイ スルトの剣 ISBN 4-7577-2361-X

### 小説
- ナイトウィザードノベル 蒼き門の継承者 ISBN 4-7577-2035-1
- ナイトウィザードノベル 星を継ぐ者 ISBN 4-7577-3037-3- 同名のリプレイのノベライズ。
- ナイトウィザード The ANIMATION 柊蓮司と宝玉の少女（上） ISBN 978-4-7577-3753-2
- ナイトウィザード The ANIMATION 柊蓮司と宝玉の少女（下） ISBN 978-4-7577-3861-4
- ナイトウィザードノベル 鏡の迷宮のグランギニョル ISBN 4-7577-3799-8
- ナイトウィザード アンソロジーノベル 魔法使いと、休日の過ごし方 ISBN 978-4757742895
- ナイトウィザード The 2nd Edition ノベル 冥き迷宮のバーレスク ISBN 978-4757744653
- ナイトウィザード The 2nd Edition アンソロジーノベル 大魔王は、世界滅亡の夢を見るか? ISBN 978-4047260238

### ファンブック
CDドラマつきリプレイ。シナリオも収録されている。
- ナイトウィザードファンブック パワー・オブ・ラブ ISBN 4-7577-2617-1- リプレイ『愚者の楽園』と同題のCDドラマ収録。
- ナイトウィザードファンブック リーチ・フォー・ザ・スターズ ISBN 978-4-7577-3349-7- リプレイ『最果てで君を待つ扉』、CDドラマ『最果ての数式』収録。
- ナイトウィザード The 2nd Edition ファンブック フライ・ミー・トゥ・ザ・ムーン ISBN 978-4757740488- リプレイ『月は無慈悲な夜の女王』、CDドラマ『無常の月』収録。
- ナイトウィザード The 2nd Edition ファンブック オペレーション・ケイオス ISBN 978-4757746763- リプレイ『聖なる夜に小さな願いを』、CDドラマ『蘇りし友、来たり』収録
- ナイトウィザード The 2nd Edition ファンブック スターダスト・ティアーズ ISBN 978-4-7577-5077-7- リプレイ『星を継ぐ者』再録、CDドラマ『新約・星を継ぐ者〜篝〜』収録。
- ナイトウィザード The 2nd Edition ファンブック ブルーム・メイデン ISBN 978-4-0472-6424-3- リプレイ『グリムゲルデの仮面』、CDドラマ『シュヴェルトライテの槍』収録。
- ナイトウィザード The 2nd Edition ファンブック エンド・オブ・エタニティ ISBN 978-4-0472-7102-9- リプレイ『ふたつの終わり、ひとつの始まり』、CDドラマ『タイム・トゥ・セイ・グッバイ』収録
- ナイトウィザード The 2nd Edition ファンブック ファイナルカウントダウン ISBN 978-4-04-727742-7- リプレイ『Price & Wish —サイゴ ノ ネガイ—』、CDドラマ『それは少し前にあった未来』収録
- ナイトウィザード The 2nd Edition ファンブック アルティメットエネミー ISBN 978-4-04-728688-7- リプレイ『ULTIMATE ENEMY』、CDドラマ『刻印のウィザード』収録
- ナイトウィザード The 2nd Edition ファンブック ワールズエンド ISBN 978-4-04-729566-7- リプレイ『世界が下がる日』、CDドラマ『エンド・オブ・ザ・ワールド』収録

## コンピュータゲーム

### ナイトウィザード 魔法大戦 〜The Peace Plan to Save the World〜
2004年6月25日発売。RUNE制作。成年向け。

### ナイトウィザード The VIDEO GAME 〜Denial of the World〜
5pb.Games制作。PlayStation 2用。2008年2月28日発売。ジャンルは選択肢型のアドベンチャーゲーム。アニメ版の登場人物と設定を基本として製作されている。よって、主な登場人物はアニメ版と同様。主人公は柊蓮司となる。OP・EDの曲はゲームオリジナルだが、歌手はアニメ版と同じである。シナリオは山北篤、細江ひろみ。ヒロイン毎のストーリーが存在するためギャルゲーの一種とも言えるが、恋愛ゲームではない。選択によって変化するボイスドラマと捉えるのがいいだろう。

#### The VIDEO GAME オリジナルキャラクター
望月チハヤ
声 - 小林ゆう
年明けに輝明学園に転校してきたウィザードの少女。キャラクタークラスは「勇者」。エコボランティア部の部長をしている。国土防衛隊の訓練生である任務を受けて輝明学園に転校してきた。性格は穏やかで生真面目だが、時に融通が利かない。中学生の時にウィザードに覚醒するも周囲に理解者がなく、国防軍に拾われたものの馴染めなかった。そのため、長い間苦悩の日々を送ってきた。「志宝エリスのネガ」とも言える。厳格だが愛情に乏しい家庭で育ち、いい子でいることで認められようとする傾向がある。ただし過去については、ベルが吹き込んだ虚構が入り交じっている可能性があり、序盤は活動的だった性格が、どんどんネガティブになっていく。最終的には、到達したEDによって性格は変わる。

#### The VIDEO GAME ゲームシステム
『The VIDEO GAME』では、テーブルトークRPGの雰囲気を出すためにいくつかの独自システムが搭載されている。
ジャッジセレクト
主人公である柊蓮司の行動が成功したかどうかをダイスで判定するシステム。特定の選択肢を選んだときにダイスを振る画面に移行し、タイミング良くボタンを押すことで出目が決定される。これが一定の数値以上ならば行動は成功したと見なされる
ゲームマスターモード
本作では「ゲームマスター」なるキャラクターが随所で世界観の解説やゲームのヒントを教えてくれるようになっている。このゲームマスターはただの無機的なヘルプではなく、独特の性格設定がされた一個のキャラクターとなっている。ゲームマスターモードによりTRPGリプレイ作品でのGMの軽妙なノリに近い会話が楽しめるようになっているが、物語を純粋に楽しみたい人のためにゲームマスターモードはOFFにすることも可能。
バトル
テーブルトークRPGの戦闘ルール版を簡略化したバトルモードが存在し、随所でエミュレイターとの戦闘が発生する。特技、魔法、プラーナなどテーブルトークRPGと同じ要素があるが、スクエアを使ったマップ戦闘ではない。

## コミック版
『ナイトウィザード』の公式漫画化として発表された漫画作品が複数存在する。TRPGというジャンルの性質上、他媒体で発表されたストーリーをそのまま漫画化するのではなく、背景世界や設定を活かしたオリジナルストーリーを展開する形式が取られている。

### ヴァリアブルウィッチ
作者は猫猫猫（ねこびょうねこ）。『ファミ通PLAYSTATION+』2007年6月号から2008年5月号にかけて掲載された。「心臓がドキドキすると女性化する」特殊体質の少年・竜之介を主人公にした、TSF要素も含む作品となっている。これまであまりスポットが当たらなかった、気を操る格闘家的クラスの「龍使い」を主人公としている点も目新しい。
本編のストーリーは、学園七不思議の謎を通じて「賢明の宝玉」といわれるアーティファクトに迫るというもので、これは「マジカル・ウォーフェア」の展開にも直結している。

#### 登場人物
藤原竜之介
主人公。龍使い。普段は瓶底眼鏡をかけた冴えない少年に見えるが、その正体は「九天一流拳法」の継承者。しかし同時に「心臓がドキドキすると女になる」という特異体質をも受け継いでおり、戦闘時には女性としての姿を取る。
女性化することそれ自体に抵抗は無いものの、この体質を隠すために普段は全力を出すことができず、万事に一歩引いた態度を取らねばならない現状に不満を抱いている。その解決策を求めて「賢明の宝玉」探索に挑む。
香椎珠美
イノセント（一般人）。輝明学園高等部の女生徒。竜之介の幼馴染で、彼の秘密自体は知らないものの、常に煮え切らない態度を取る竜之介のことを心配している。新聞部に所属しているため、学園七不思議の調査を通じてウィザード絡みの事件に踏み込んでしまう。
原作『2nd Edition』のルールブックにおいて、公式NPCのひとりとして登場している。
マユリ＝ヴァンスタイン
魔術師。ドイツ人と日本人のハーフである少女。若いが複数回の実戦経験を持つウィザードであり、今回はアンゼロットから直接の依頼を受けて「賢明の宝玉」探索のため輝明学園を訪れた。
初出は『紅き月の巫女』のプレイヤーキャラクター。
あげは
人狼。「賢明の宝玉」を求めて輝明学園に潜入した、軍隊出身の獣人少女。普段は猫の姿をしている。戦闘経験が豊富で、未熟な竜之介やマユリには厳しく当たるが、マユリの説得を受けて「賢明の宝玉」が出現するまではパーティを組んで協力することに同意した。
高倉幹弥
魔術師。輝明学園生徒会長。常に仮面を着用している。独自に「賢明の宝玉」の事件に介入し、同じ事件を追う竜之介たちに対して高圧的に調査の中止を要請する。相手の思考や言動を鋭く言い当てることができるが、偶然の出来事には弱い。
初出はルール第一版サプリメント『スターダスト★メモリーズ 星を継ぐ者』のコネクション。
白根いすず
陰陽師。輝明学園の女生徒。高倉会長を応援し、その護衛に当たる。
榛名わかば
忍者。輝明学園の女生徒。高倉会長を応援し、その護衛に当たる。
藤原竜作
龍使い。竜之介の祖父で、拳法の師匠。竜之介に口やかましくウィザードとしての心得を説くが、若い頃は探偵として、エミュレイター絡みの事件で派手な活躍をしていた。2012年3月からFB Onlineで連載されるリプレイ『マリオネットの方程式』でPCとして登場。プレイヤーは鈴吹太郎。
若い頃の外見はTVドラマ『探偵物語』の主人公の工藤俊作そっくりで、これは同時に第一版ルールブックのサンプルキャラクター「龍使い」のイメージイラストと同じでもある。戦闘時は妙齢のチャイナドレス姿の美女となる（老齢の現在でも）。
倉沢桜花
勇者。数十年前に死亡した学園生ウィザードの幽霊。学園七不思議のひとつとして竜之介の前に現れる。
初出はサプリメント『スターダスト★メモリーズ 星を継ぐ者』のコネクション。『2nd Edition』のサプリメント『スクールメイズ』にも掲載されている。

#### 単行本
- 1巻 ISBN 4-7577-3872-2
本編1 - 5話と、主人公の祖父竜作を主人公とした書下ろし外伝「探偵遊戯」を収録。
また、巻末にはTRPGと『ナイトウィザード』の紹介、本編の描写をTRPGルール準拠で表した解説、作中オリジナルの魔法やエネミーの追加データが掲載されている。
- 2巻 ISBN 4-7577-4390-4
本編6 - 12話（完結）を収録。1巻同様、TRPG視点からの本編解説と、本編中のオリジナルキャラクターをTRPGで使用するためのデータが掲載されている。

### 柊蓮司第一の事件
作者は猫猫猫。「ヴァリアブルウィッチ」完結の翌号に当たる『ファミ通PLAYSTATION+』2008年6月号から『ファミ通PSP+PS3』（連載中に誌名改題）2008年8月号まで連載された。全三話。後に発売されたファンブック『スターダスト・ティアーズ』にも掲載されている。『ナイトウィザード』の名物キャラクター・柊蓮司について、初出であるリプレイ『星を継ぐ者』で裏設定としてほのめかされていた「ウィザードとして覚醒した直後の事件」に関するストーリーである。PS2版のヒロインである望月チハヤが登場し、彼女が柊から当時の話を聞きだす、という形式を取っている。

### 不幸の在処〜柊蓮司の一週間〜
作者はみかきみかこ。『ゲーマーズ・フィールド別冊』Vol.10「菊池たけしがまたまいりました」に収録された読切短編。柊蓮司がアンゼロットから与えられた任務の一つを描いたもので、このエピソードで彼は中等部三年生に「下がって」いる。後にこの作品も、マジカル・ウォーフェアの一端であったとする設定が公開された。

### はわっと☆ウィザード!
作者はみかきみかこ。『ゲーマーズ・フィールド』15th Season Vol.5（2011年6月刊）より18th Season Vol.5（2014年6月刊）まで連載。「星を継ぐ者」以来のロングランキャラクターにして「第八世界の守護者代行」赤羽くれはを中心としたギャグ4コマ漫画となっている。『セブン=フォートレス えとせとら!』等と共に『はわっと☆ナイトウィザード!』の題名で単行本化されている。

#### 単行本
- 1巻 ISBN 4-0472-8345-2
- 2巻 ISBN 4-0472-9119-6

### ファンブる☆うぃざーど!
作者はみかきみかこ。『ゲーマーズ・フィールド』18th Season Vol.6（2014年8月刊）より20th Season Vol.6（2016年8月刊）まで連載。『NW3』リプレイPCたちが活躍する4コマ。

## テレビアニメ
2007年10月より『ナイトウィザード The ANIMATION』のタイトルで独立UHF局、同年11月よりキッズステーションにて放送された。
ストーリーはオリジナルだが、雑誌に連載されたリプレイからのキャラクター・エピソード・設定を含んでおり、それらの後に起きた物語という設定になっている。また、主に前述されている『マジカル・ウォーフェア』の完結編として制作されているため、『ナイトウィザード The 2nd Edition』においては本作品を踏襲したシナリオが存在、登場人物の幾らかはNPC登録されている。そのため、リプレイと『ナイトウィザード The 2nd Edition』をあわせるとキャラクターの繋がりや話の構成の全貌が見え、より一層楽しめるようになっている。
なお、放送時間帯に流れたTRPG・書籍などのCMは、アニメ本編の1シーンの台詞を入れ替えたパロディになっていた。

### 登場人物（アニメ）
柊 蓮司（ひいらぎ れんじ）
声 - 矢薙直樹
本作の主人公。クラスは魔剣使い。
複数のTRPGリプレイにわたってプレイヤーキャラクターとして登場している。エリスを守り、「七徳の宝玉」を手に入れるようアンゼロットから命じられる。この任務に就くにあたり、エリスの住居のベランダにテントを張っている。事ある毎にアンゼロットから無理矢理に任務を押しつけられては連れていかれるため、出席日数が不足気味で卒業できるかどうかの瀬戸際。
ベテランのウィザードだが事件のたびに何かが下げられてしまうことで有名であり、今回も任務のために高校3年生から2年生に下げられてしまう。通称「下がる男」。そればかりか、第6話ではアンゼロットに渡された「下がるお茶」によって子供の姿になり、とうとう年齢まで下がってしまった（後に「上がるお茶」によって元に戻った）。ただし、ノベライズ版ではこれらの下がる描写は全てなくなっている。ある事情で、最終話では灯に「上がる男」と言われた。
担当声優である矢薙は、インターネットラジオ「ナイトウィザード通信」（現「ふぃあ通」）のミニドラマから長年に渡り、柊の声を担当している。
柊は星の巫女＝赤羽くれはを守護する7人の戦士の一人という裏設定があり、彼の持つ魔剣は星の巫女の守護戦士7人全員が持つ剣の1本である。また柊の前世である飛龍が碧き月の神子を斬った事から「裏切りのワイヴァーン」という2つ名を持ち、彼の魔剣は神殺しの能力を持つに至った。
一連の事件を解決した後は、無事に輝明学園を卒業することができた。
志宝 エリス（しほう エリス）
声 - 宮崎羽衣
本作のヒロイン。アニメオリジナルのキャラクター。クラスは転生者/大いなる者。マジカルウォーフェアを終わらせる者。
高校2年の孤児で、物語開始時に輝明学園に転入してくる。このときは、自分がウィザードであることに気付いていなかった。「おじ様」と呼ばれる支援者がいる。性格は温厚で礼儀正しいが、頑固な一面もある。頑張り屋で料理が得意。覚醒した直後から月衣に弁当などを収納して持ち歩くなど、ウィザードの能力への適応力は高いと思われる。驚いたとき、しばしば「きゃ」と言うことがある。
戦闘時は7つのパーツを可変させて防御や攻撃を行い、平常時はブレスレットの形をして七徳の宝玉を収める役割を持つ“箒”「アイン・ソフ・オウル」の所有者。本人にも宝玉の探索能力があり、近くに宝玉があると軽い頭痛が起こる。敵との宝玉争奪の際、別人格と思われるトランス状態となり、状況を一変させる（本人にこの時の記憶はない）。
ノベライズ版『柊蓮司と宝玉の少女』では一部設定が異なり、高校3年として柊のクラスに転入してくる（後述の事情により、アニメ版では前にいた高校の制服を着ているが、ノベライズ版では輝明学園の制服を着ている。また、年齢が同じになったので柊やくれはを「先輩」と呼ばなくなっている）。また、性格がアニメ版と異なり、アンゼロット曰く「他人の言うことを何でも聞いてしまう」が、柊を強く慕っている。
〈七徳の宝玉〉
赤：節制の宝玉
青（水色）：賢明の宝玉
黄：希望の宝玉
緑：信頼の宝玉
橙：慈愛の宝玉
紫：剛毅の宝玉
藍：正義の宝玉
その正体は大魔王シャイマールの転生体。孤児院での記憶もキリヒトによる偽りの記憶であり、学園転入直前に創造された存在（ノベライズ版では最初から「世界結界によって生み出された存在」としてその事実が明言されており、孤児院関連の設定はない。性格が異なることや輝明学園の制服を着るのはそのため）。トランス状態の人格はシャイマールのもの。ゲイザーの神の盾と相殺される形（ノベライズ版では幻夢神の願い事を叶えるという力）で、ウィザードとしての力を失う。
アニメ版とノベライズ版では年齢が違うため、両者ではエリスの後日談が大きく異なっている。アニメ版の後日談であるアンソロジーノベルでは柊達の卒業後も輝明学園に在籍し、天文部の部長となっている。一方ノベライズ版では柊らと共に卒業している。なお、リプレイ「聖なる夜に小さな願いを」のくれはの発言で、卒業後もくれはと交友を持っていることが明かされている。
なお、名前の元ネタは『碧い瞳のエリス』。
赤羽 くれは（あかばね くれは）
声 - 佐藤利奈（ボイスドラマ「愚者の楽園」「最果ての数式」と同じ）
クラスは陰陽師。リプレイ「星を継ぐ者」のPCで、他のリプレイでも何度かNPCとして登場している。
柊の幼なじみで天文部部長。エリスを部員が足りず廃部寸前だった天文部に勧誘する。曰く家の事情（実家が神社）で常に巫女服を着ている。
明るく気さくで能天気な性格をしており、ムードメーカー。「柊の恥ずかしい秘密」を握っており、それを盾に柊に言うことを聞かせるのが常である。また、ことあるごとに「はわ」という口癖が出る。
終盤でエリスがシャイマールへと覚醒するための生贄としてキリヒトに殺害されたが、アンゼロットとリオン＝グンタの手によって蘇生した。これにより、シャイマールの内部に封じられたエリスの自我を呼び戻すきっかけとなった（ノベライズ版ではエリスが宝玉の力を使って蘇生したが、それがきっかけでシャイマールを覚醒させる事になる）。
緋室 灯（ひむろ あかり）
声 - 小暮英麻
絶滅社の傭兵。クラスは強化人間。リプレイ「紅き月の巫女」および「合わせ鏡の神子」のプレイヤーキャラクターで、キャラクターを作成して使用したプレイヤーは声優と同じく小暮英麻である。
砲撃型“箒”「ガンナーズブルーム」の使い手。エリスと同じ学級に所属（ノベライズ版ではエリスが3年生なので関わりが薄くなっている）。無口で感情表現に乏しいが、時折茶目っ気を見せる。愛称は「あかりん」。
昏睡状態の真行寺命のために日々戦っている。なお、真行寺命については「紅き月の巫女」「合わせ鏡の神子」の項目を参照。
「どんぺり」という名のフェレットを飼っている。リプレイ同様「破滅的な料理の腕前」は健在。
アニメ版ではメインキャラクターの1人だが、ノベライズ版では脇役となっており、アニメほど物語に関わらない。
ベール＝ゼファー
声 - 後藤邑子（ボイスドラマ「最果ての数式」と同じ）
クラスは大いなる者。「蠅の女王」の2つ名を持つ魔王（作中ではたびたび「大魔王」と呼ばれる）。少女の姿をしており、なぜか輝明学園の制服を着ている。
今回は七徳の宝玉を狙い、配下の魔王と共にウィザード達を攻撃する。享楽的な性格の持ち主で、戦いさえも彼女にとっては単なるゲームである。終盤に真相を知り、アンゼロットに自分の推測を助言する。しかし、これは彼女との不戦協定でなく、裏界の頂点としての地位を維持するための一時的な協力関係である。
ノベライズ版では力を解放した状態として姿が少女から大人の女性へと変貌した状態を披露したが、世界結界の影響で燃費が悪く一時的であった。
リオン＝グンタ
声 - 柚木涼香（ボイスドラマ「最果ての数式」と同じ）
クラスは使徒。「秘密侯爵」の2つ名を持つ魔王。こちらも少女の姿をしている。今回はベール＝ゼファーと手を組んでいるが理由は不明。世界のあらゆる秘密が書いてあるとされる本を常に持ち歩いている。本により未来のことが分かるので何事にも動じず、冷静沈着。しかし、最後の宝玉（希望の宝玉）の結果は、本に書かれていなかったので動揺していた。
アンゼロット
声 - 小暮英麻（ふぃあ通および「愚者の楽園」「最果ての数式」と同じ）
クラスは使徒（レベル∞）。ファー・ジ・アースの守護者。
少女の姿をしているが、実年齢はそれ以上（柊曰く「かなりのオバハン」）であり、少なくとも十数年は姿形が変わっていない。物静かな態度で柊達に命を下すが、拒否を認めない（自分が出す指示に「はい」か「イエス」で答えるよう念押しする）。ふざけたような態度をとることも多いが、世界を守護するためなら非情な決断をいとわない。ルールブックで紹介されているNPCだが、リプレイ「愚者の楽園」でPCとして登場したことがあり、プレイヤーは小暮英麻だった。
キリヒト
声 - 渡辺明乃
輝明学園中等部の制服を身に纏った少年。月面でエリスを助けて以来度々登場する。月面やエリスの夢の中に突如現れたりと謎が多い。
冷笑的な性格をしており、圧倒的な強さを持つ。
正体は、エリスの支援者の「おじ様」であり、幻夢神と呼ばれる創造者の分離した一体である「ゲイザー」（もう一体はリプレイ「紅き月の巫女」に登場した「TIS」。彼女はノベライズ版で登場する）。世界をリセットするためシャイマール覚醒を企てる。「神の盾」という鉄壁の防御を持ち、あらゆる物理、魔法攻撃が通用しない上、自身も強力な魔法を使いこなせる。なお、キリヒトとしての姿は、「世界を守護する存在」としての自分が「世界を滅亡させる」という矛盾行動により生じる存在否定を防ぐためのものである。
ノベライズ版ではアンゼロット側のウィザードとして登場。ミステリアスな雰囲気が強調されている。
脚本の藤咲あゆなをはじめとする女性スタッフからの人気が高いキャラクターでもある。
ロンギヌス
声 - 金光宣明、笹田貴之、影平隆一、梶裕貴（男性隊員） 葉月絵理乃、小島めぐみ（女性隊員）
アンゼロット直属の精鋭ウィザード部隊。男性隊員は全て同じデザインの仮面を着用している。
梶裕貴と小島めぐみが演じたロンギヌスは「ふぃあ通」のボイスドラマにて「ロンギヌス・カジ」「ロンギヌス・コジマメ」と名前が登場している（特にコジマメは後述のコイズミ共々「ふぃあ通」での出番が多い）。
ロンギヌス・コイズミ
声 - 小泉豊
ロンギヌスの一員。ノベルアンソロジーによると、年齢は20歳。
当初は他の隊員と変わらない扱いを受けていたが、途中からクレジットで個別に名前が載るようになり、後に「ふぃあ通」のボイスドラマにも登場するなど、いわゆるモブキャラとしては破格の扱いを受けている。さらに、ノベルアンソロジーの一編「コイズミの恋」にて主役扱いとなる。しかし、この話で彼は「下がる男第二弾」の称号を得てしまった（本人は光栄に思っている）。
また、小泉は番組関連CMのナレーションや、一部のサブキャラクターの声も担当している。
ナイトメア
声 - 檜山修之
絶滅社所属のベテランウィザード。クラスは夢使い。リプレイ「紅き月の巫女」のプレイヤーキャラクターで、灯の戦友。
部隊のリーダー格となり、皆を引率することもある。夢使いとしての能力により、数度にわたって活躍を見せる。口癖は「どりぃ〜む」（ただし、ノベライズ版ではこの口癖は使われていない）。
ナイトメアの本名は「鈴木太郎」で、若かりし頃の二つ名は「死の茄子色カブトムシ」（ただし両方本編未登場）。
マユリ＝ヴァンスタイン
声 - 明坂聡美
ダンガルド魔術学校に所属するウィザード。クラスは魔術師。ナイトメアと同じく、リプレイ「紅き月の巫女」のプレイヤーキャラクター。
大のおむすび好きで、信頼の宝玉を持つ安藤来栖を説得するときにもおむすびを持ち出したが効果はなかった。
アンソロジーノベルの一編は、本編ではほとんど描写されなかった説得シーンが描かれたものになっている。
安藤来栖（あんどう くるす）
声 - 田中秀幸
壮年のウィザード。クラスは魔剣使い。結界により外界から隔絶された孤島で1人暮らしをしている。柊を日用品の斧や箒で軽くあしらうほどの技量の持ち主。
かつてはロンギヌスの一員としてアンゼロットの下で信頼の宝玉を巡る戦いに参加。しかしアンゼロットが世界を護ることを優先して仲間を見捨てたことに納得がいかず、信頼の宝玉を渡すことを拒否し、宝玉を持ち去って島に結界を張った。
「孤高の錆色アンコウ」という二つ名があるが（ただし本編未登場）本人はその名を嫌っている。
ユウ
声 - 木下紗華
安藤の仲間だったロンギヌス隊員。かつて信頼の宝玉を確保する任務の途中で敵の攻撃を受けて撃墜され、結果的に宝玉の確保には成功したが彼女自身は死亡した。
赤羽桐華（あかばね きりか）
声 - 荘真由美
くれはの母親。アニメ本編中では名前は出ておらず、EDのクレジットでは「くれは母」と表記されている。
ラーラ＝ムウ
声 - 久川綾
「窃盗と破壊の伯爵」の二つ名を持つ、ベール＝ゼファー配下の魔王。賢明の宝玉があるメガラニカに先んじて到着していたが、宝玉を守る結界が破れなかったため一行が宝玉を手に入れるまで姿を隠していた。他人の姿と能力を盗む（コピーする）力を持つ。
ジョー＝ガ
声 - 桑島法子
月面に居を構え、シャイマールに忠誠を誓う魔王。剛毅の宝玉によって強化された剣を使う。
フェウス＝モール
声 - 松来未祐
ベール＝ゼファー配下の魔王。節制の宝玉に触れて気絶したエリスの夢の中に入り込み、「おじさま」のイメージを具現化した姿（CV土師孝也）を使ってエリスを夢の中の世界に閉じ込めようとしていた。
エイミー
声 - 皆口裕子
「誘惑者」の二つ名を持つ魔王。正義の宝玉を保有し、紀元前5000年の世界で「バベルの塔」を建造してシャイマールの復活を試みようとしていた。
現場監督
声 - 小泉豊
紀元前5000年の世界の住人で、エイミーの下で「バベルの塔」の建造の指揮を執っていた。
一介の脇役にすぎないが、登場した第8話のアイキャッチは彼がタイトルコールを担当している。
ナレーション
声 - 遠藤憲一
第3話まではOPの前にナレーションが入っていたが、第4話以降では使われていない。

### スタッフ
- 原作 - 菊池たけし／F.E.A.R.（エンターブレイン刊）
- 監督 - 山本裕介
- シリーズ構成 - 藤咲あゆな
- キャラクター原案 - 石田ヒロユキ
- キャラクターデザイン - 下谷智之、みかきみかこ[15]
- 魔王デザイン協力 - ぽぽるちゃ
- MONOデザイン - 渋谷一彦
- 服デザイン - みかきみかこ[15]
- 総作画監督 - 下谷智之
- 色彩設計 - 谷本千絵
- 美術監督 - 阿部幸恵
- 撮影監督 - 和田尚之
- 編集 - 坪根健太郎
- 音響監督 - 本山哲
- 音楽 - TAMAYO、濱田貴司
- 音楽プロデューサー - 森田純正、TAMAYO
- プロデューサー - 皆川護、須藤奈穂美、鈴木健太、市川和弘
- アニメーションプロデューサー - 金子文雄
- アニメーション制作 - ハルフィルムメーカー
- 製作 - NW.FP（HAL、TYO、キッズステーション、エンターブレイン、5pb.）

### 主題歌
オープニングテーマ「KURENAI」
作詞・作曲 - 奥井雅美 / 編曲 - MACARONI☆ / 歌 - 宮崎羽衣
エンディングテーマ「Erinyes」
作詞・作曲・編曲 - TAMAYO / 演奏・歌 - BETTA FLASH
地上波での第1話のオープニング映像は一部本編の映像を使用していた（キッズステーションの第1話のオープニング映像は地上波での第2話以降のオープニング映像と同じ物を使用）。

### 各話リスト
| 話数 | サブタイトル                            | 脚本       | 絵コンテ | 演出              | 作画監督                                |
| ---- | --------------------------------------- | ---------- | -------- | ----------------- | --------------------------------------- |
| 1    | 「月匣」 〜紅き月、碧き瞳〜             | 藤咲あゆな | 山本裕介 | 熊澤祐嗣          | 土屋圭                                  |
| 2    | 「下がる男」 〜世界は狙われている〜     | 藤咲あゆな | 大脊戸聡 | 大脊戸聡          | 川元まりこ                              |
| 3    | 「二つの炎」 〜堕ちてメガラニカ〜       | 藤咲あゆな | 佐山聖子 | 福田貴之          | 屋幸秀                                  |
| 4    | 「キリヒト」 〜月面の出逢い〜           | 吉村清子   | 本田敬一 | 宮本幸裕          | 本田敬一                                |
| 5    | 「孤島」 〜二人の魔剣使い〜             | 藤咲あゆな | 河本昇悟 | 中山敦史          | 阿部智之                                |
| 6    | 「悪夢」 〜エリス目覚めず〜             | 吉村清子   | 桐生勇作 | 桐生勇作          | 若山政志                                |
| 7    | 「小さな絆」 〜エリスの贈り物〜         | 藤咲あゆな | 佐藤順一 | 水本葉月          | 谷川亮介                                |
| 8    | 「時代を翔ける」 〜少女の塔〜           | 吉村清子   | 熊澤祐嗣 | 熊澤祐嗣          | 丹羽恭利 塩川貴史                       |
| 9    | 「パンドラの匣」 〜ベル対アンゼロット〜 | 藤咲あゆな | 大脊戸聡 | 大脊戸聡          | 岩崎光洋 海堂ひろゆき                   |
| 10   | 「破壊神」 〜カルネアデスの板〜         | 吉村清子   | 河本昇悟 | 黒田幸生          | 清水泰夫                                |
| 11   | 「記憶の欠片」 〜幻想に、舞う〜         | 藤咲あゆな | 佐藤順一 | 後藤圭二          | 松本健太郎 青木美穂                     |
| 12   | さよなら                                | 吉村清子   | 河本昇悟 | 福田貴之          | 若山政志 塩川貴史                       |
| 13   | ハッピー・バースデイ                    | 藤咲あゆな | 山本裕介 | 山本裕介 熊澤祐嗣 | イワサキ 海堂ひろゆき 谷川亮介 下谷智之 |

### 放送局
| 放送地域 | 放送局             | 放送期間                     | 放送日時           | 放送区分       | 備考                            |
| -------- | ------------------ | ---------------------------- | ------------------ | -------------- | ------------------------------- |
| 東京都   | TOKYO MX           | 2007年10月2日 - 12月25日     | 火曜 26:00 - 26:30 | 独立UHF局      |                                 |
| 千葉県   | チバテレビ         | 2007年10月2日 - 12月25日     | 火曜 26:00 - 26:30 | 独立UHF局      |                                 |
| 愛知県   | テレビ愛知         | 2007年10月2日 - 12月25日     | 火曜 26:58 - 27:28 | テレビ東京系列 |                                 |
| 大阪府   | テレビ大阪         | 2007年10月3日 - 12月26日     | 水曜 26:55 - 27:25 | テレビ東京系列 |                                 |
| 埼玉県   | テレ玉             | 2007年10月6日 - 12月29日     | 土曜 26:00 - 26:30 | 独立UHF局      |                                 |
| 日本全域 | キッズステーション | 2007年11月5日 - 2008年2月4日 | 月曜 24:00 - 24:30 | CS放送         | 製作委員会参加 リピート放送あり |

### 備考
- 第9話（キッズステーションでは第5話）にてUHFアニメとしては極めて珍しくプレゼントを実施（宛先は放送各局）。
- TOKYO MXの番組、5時に夢中!(2007年11月29日)のゲストで矢薙直樹・宮崎羽衣が出演。アニメ関連の番組以外での声優・アニメ関連ゲストの出演は、MXほか地方U局も含め異例のこと。
- CLUBスカパー!TVおよびe2プロモにて、2008年2月16日から3月2日の、毎週土・日曜日の20時00分 - 20時30分および24時30分 - 25時00分（3月2日のみ27時00分 - 27時30分）に第1話の無料放送が行われている。

### インターネットラジオ
『宮崎羽衣のナイトういういざーど』
アニスタ.TVで2007年9月5日から2008年2月27日まで配信されていたラジオ。パーソナリティーは宮崎羽衣（志宝エリス役）。

### ノベライズ
柊蓮司と宝玉の少女
物語の内容は大筋はアニメと同じだが、細部が異なっており、今までの『ナイトウィザード』関係のコンテンツと矛盾しないような設定が意識されている。著者は伊藤和幸。ノベライズ版のみに見られる特徴として、後に発売されたTRPG『セブン＝フォートレス メビウス』の第二次古代神戦争に関する伏線が多く含まれていることがある。『ふぃあ通』での菊池たけしの発言によれば、TRPG版『ナイトウィザード The 2nd Edition』は、このノベライズ版の方を正史として扱っているということである。
魔法使いと、休日の過ごし方
アニメ版のサイドストーリを集めたアンソロジー。設楽英一、吉村清子、菊池たけし、藤咲あゆなの4名が短編を執筆している。

### CD
5pb.RecordsからキャラクターCD（キャラクターソングとミニドラマと声優のフリートークが収録）とオリジナルサウンドトラックが2007年12月に発売。2008年4月にゲームオリジナルキャラクターのキャラクターソングの新曲と共に、アニメのOPとED、PS2ゲームのOPとED、キャラクターCDのキャラクターソングを収録したベスト盤が発売。
- キャラクターソングリスト
  - 志宝エリス（cv.宮崎羽衣）「Satisfaction」
  - 赤羽くれは（cv.佐藤利奈）「WHITE HEART」
  - 緋室灯（cv.小暮英麻）「Destiny」
  - ベール=ゼファー（cv.後藤邑子）「Darkness」
  - リオン=グンタ（cv.柚木涼香）「時の行方」
  - 望月チハヤ（cv.小林ゆう）「beautiful world」（ベスト盤にのみ収録）

### DVD
ジェネオンエンタテインメントから『ナイトウィザード The ANIMATION』のDVDが全7巻にて発売。通常版と初回生産限定版があり、限定版には「月刊ナイトウィザード The ANIMATION」という冊子が毎巻付属している。これはアニメの設定資料の他、TRPG『ナイトウィザード The 2nd Edition』の追加データやリプレイ『ベル・ゲーム 〜虚像のエコー〜』が掲載されており、TRPG版ナイトウィザードのサプリメントとしての形態も持っている。
DVD各巻にはオーディオコメンタリーが2種類収録されている。1つは監督の山本裕介と原作者の菊池たけしにアニメ版の声優を加えての副音声解説だが、もう1つは菊池たけしとF.E.A.R社員の矢野俊策（TRPGリプレイでの柊蓮司の担当プレイヤー）にTRPG側の関係者を加えての副音声解説で、アニメで描写されたシーンをTRPGのルールにおきかえるなど、TRPG識者向けの解説が成されている。
- オーディオコメンタリー・アニメ編ゲスト
  - 第1回：宮崎羽衣（志宝エリス役）
  - 第2回：矢薙直樹（柊蓮司役）
  - 第3回：小暮英麻（緋室灯/アンゼロット役）
  - 第4回：宮崎羽衣
  - 第5回：後藤邑子（ベール・ゼファー役）
  - 第6回：佐藤利奈（赤羽くれは役）
  - 第7回：宮崎羽衣
- オーディオコメンタリー・TRPG編ゲスト
  - 第1回：なし
  - 第2回：小暮英麻（緋室灯/アンゼロット・プレイヤー）
  - 第3回：田中信二（F.E.A.R、マユリ＝ヴァンスタイン・プレイヤー）
  - 第4回：鈴吹太郎（F.E.A.R、ナイトメア・プレイヤー）
  - 第5回：みかきみかこ（イラストレーター、赤羽くれは・プレイヤー）
  - 第6回：井上純弌（イラスト担当）※
  - 第7回：田中天（ライター）※

※田中天がプレイヤーとして演じたキャラクター（『星を継ぐ者』のグイード＝ボルジアと『白き陽の御子』の要いのり）は、アニメ版には登場していない。また井上純弌は『ナイトウィザード』ではイラストのみ担当している。